# Loutzviller
Loutzviller (in tedesco Lutsweiler) è un comune francese di 165 abitanti situato nel dipartimento della Mosella nella regione del Grand Est, al confine con la Germania.
Il comune si trova all'interno del Parco naturale regionale dei Vosgi del nord.

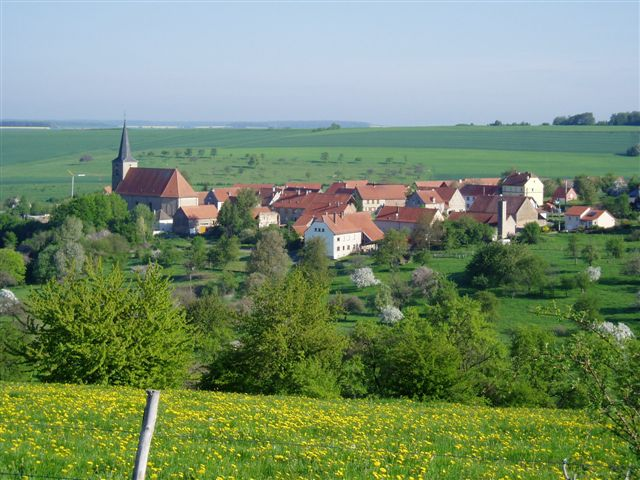
Panorama di Loutzviller

## Società

### Evoluzione demografica
Abitanti censiti